# Head Carrier
Head Carrier è il sesto album in studio del gruppo alternative rock statunitense Pixies, pubblicato nel 2016.

## Tracce
1. Head Carrier – 3:36
2. Classic Masher – 2:37
3. Baal's Back – 1:54
4. Might as Well Be Gone – 2:48
5. Oona – 3:38
6. Talent – 2:12
7. Tenement Song – 2:57
8. Bel Esprit – 3:12
9. All I Think About Now – 3:07
10. Um Chagga Lagga – 3:00
11. Plaster of Paris – 2:06
12. All the Saints – 2:41

## Formazione
- Black Francis – voce, chitarra
- Joey Santiago – chitarra
- Paz Lenchantin – basso, voce
- David Lovering – batteria